# Pidhirja (hromada Brody)
Pidhirja (ukr. Підгір'я; dawn. Wołochy) – wieś na Ukrainie w rejonie złoczowskim obwodu lwowskiego.

## Historia
Wieś w powiecie brodzkim.
W 1931 r. urodził się tu Edward Gross, polski nauczyciel, dyrektor szkoły w Gaikach k. Głogowa, autor książek o tematyce kresowej.
Do 2020 w rejonie brodzkim. 